# Riu Wei
|  | Aquest article tracta sobre el riu més llarg que s'origina en Gansu, per veure el riu més petit de la província de Shandong anar a riu Wei (Shandong) |

El riu Wei és un riu que discorre pel centre-oest de la Xina, el major afluent del riu Groc. La longitud del riu és de 818 quilòmetres i drena una conca de 135.000 km², major que països com Grècia o Nicaragua.

## Geografia
Els inicis del riu Wei són prop del comtat de Weiyuan (渭源, literalment significa «font del Wei») en la província de Gansu, a menys de 200 quilòmetres del riu Groc en Lanzhou. No obstant això, a causa de la corba tancada cap al nord que emprèn el riu Groc en Lanzhou, el Wei i el Groc no es troben fins després de més de 2000 km de curs del riu Groc. En línia recta, la seua font es troba 700 quilòmetres a l'oest de la ciutat principal al llarg del seu curs, Xi'an, la capital de la província de Shaanxi (3.225.812 hab. en 2001). Altres importants ciutats en el seu curs són, aigües avall, Tianshui (3.450.000 en 2004), Baoji (3.670.000 hab. en 2001), Xianyang (465 800 habitants en 2001) i Weinan (226 600 habitants en 2001).
Al setembre de 2003 les precipitacions van provocar extenses inundacions que causaren més de 30 víctimes mortals, i temporalment foren desplaçades més de 300.000 persones. Els aspectes ecològics del riu Wei han estat examinats pel que fa als cabals en el riu Wei.